# チャパティ

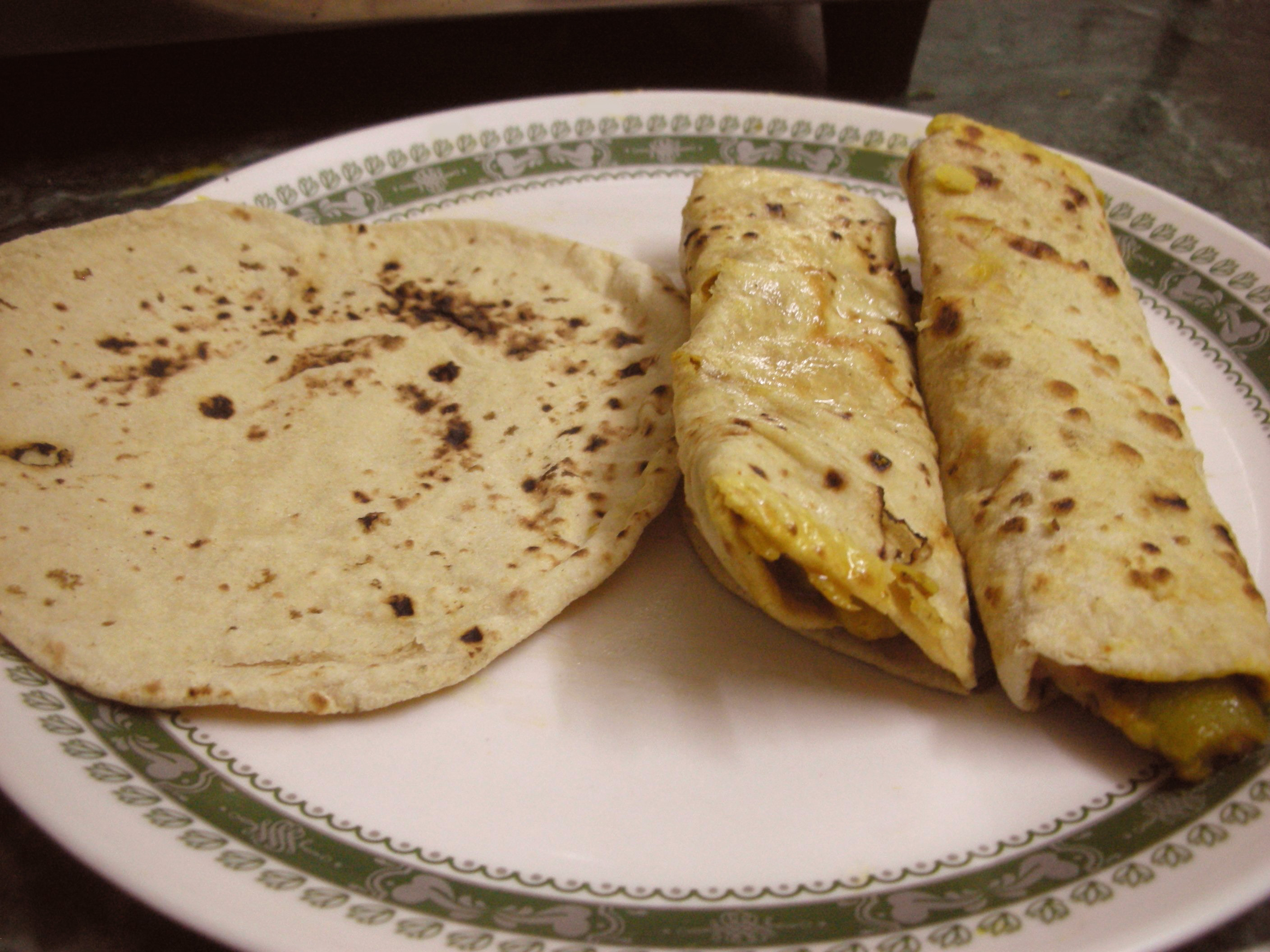
チャパティ

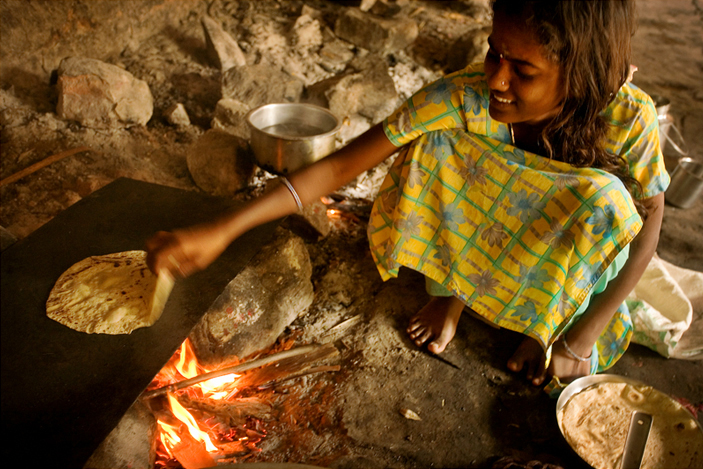
チャパティを焼く少女

チャパティ（チャパーティー、 英語: Chapati、 ウルドゥー語: چپاتی、 ヒンディー語: चपाती）は、インド・パキスタン・バングラデシュ・アフガニスタンにおけるパンの一つ。南アジアからの移民の影響で、東アフリカにも普及している。ロティの一種。

## 概要
直径12cm程の円形で、薄いクレープのような形状をしている。アタ粉（आटा）と呼ばれる全粒粉と水を捏ねて生地を作り、発酵させずに十数分ほどの短時間休ませ、薄い円形にのばして焼いたものである。タワー（तवा）という円形の鉄板などで焼いてから、直火で焼くと膨らむ。タワーはフライパンで代用、直火焼きは一般的なガスコンロで可能である。
また、薄い円形にのばしたチャパティの生地を油で揚げたものはプーリー（पूरी）、同じ生地に油を塗って折り畳むことを繰り返し、薄くのばしてから焼いたり、茹でたジャガイモなどの野菜や刻んだ青唐辛子などスパイスを混ぜてから少量の油で焼いたものはパラーター（पराठा）という。
欧米や日本ではカレーなどのインド料理に付くパンとしてはナンが良く知られている。ナンは生地をタンドール（तन्दूर）の内側に張り付けて焼くが、大きなタンドールを持つ家庭は少ないうえ、精製した小麦粉を用いるため、高級品とされている。少しの燃料とタワーがあればすぐに焼けるチャパティの方が一般的である。屋外に器具と粉、水を携行し、出先で燃料を集めればどこでも焼きたてのチャパティを食べられるので遊牧民の生活にも適している。
粉と水を混ぜて捏ね平たく伸ばして焼くだけという簡単なものなので、同様なものは世界各地にある。
近年は日本のインド料理店でも供する事が多くなった。屋台やそれに類する小規模店舗では、タンドールの設備が無いため、チャパティを供する場合が多い。逆に大きな店舗で、既に大きなタンドールがある場合においては、ナンを焼くほうが簡単であるため、未精製の小麦粉を材料に用い、ナンの調理法を採用して、チャパティと称する例も見られる。

## 類似する食品
類似する食品の一例と差異を以下に記す。
チャパティ
アタ粉を使用し、発酵させず、鉄板やフライパンなどで焼き上げる。
ナン
精製された小麦粉を使用し、発酵させ、薄く伸ばしたパン生地をタンドール窯に貼り付けて焼き上げる。
トルティーヤ
コーンフラワー（トウモロコシを挽いた粉）を使用する。
クルチャ
中力粉の一種であるマイダ粉を使用する。
フォカッチャ
パン生地にオリーブオイルを混ぜ、石窯やオーブンで焼き上げる。

## ギャラリー

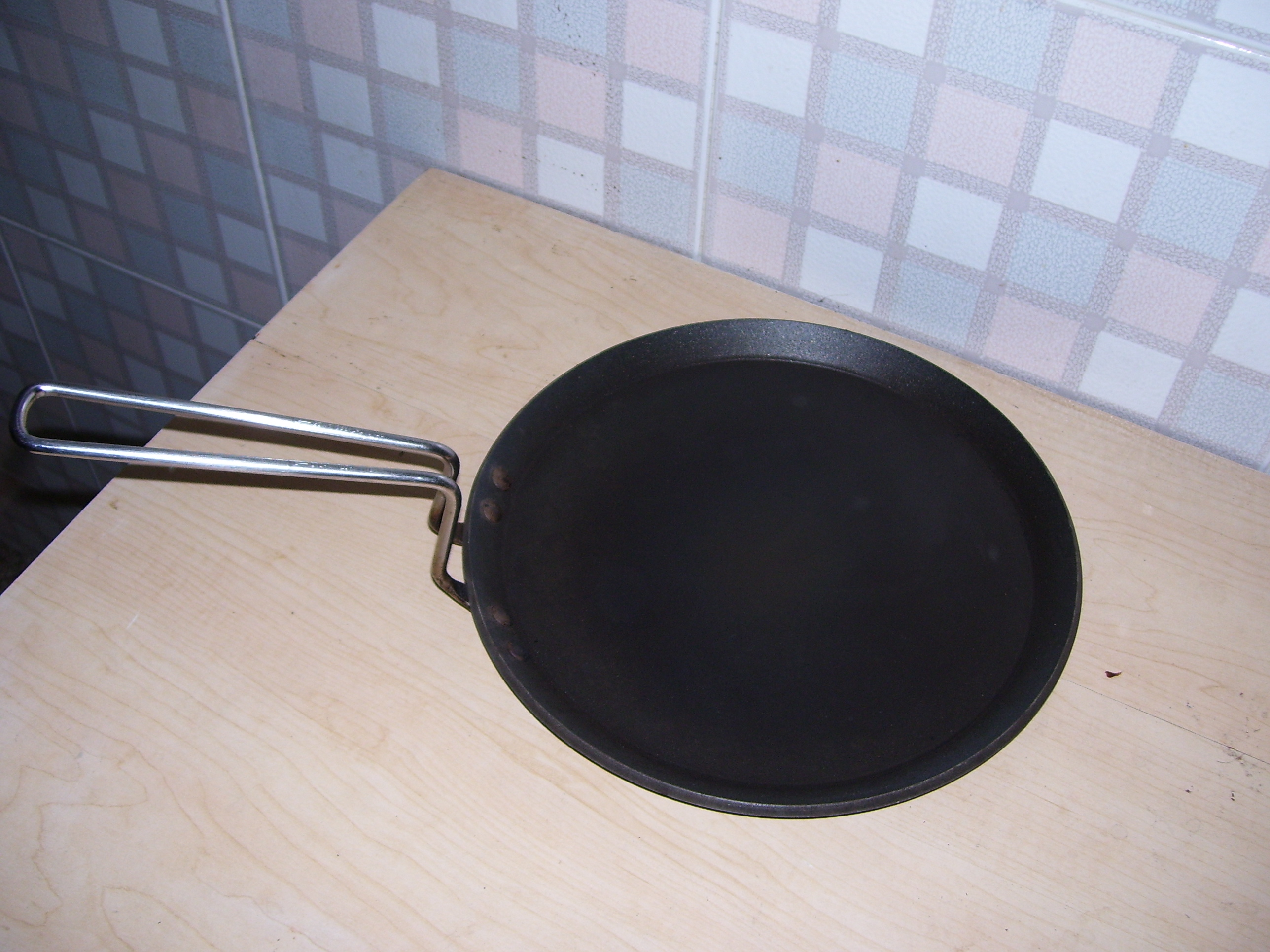
インドのタワー
チャパティ生地をのばす
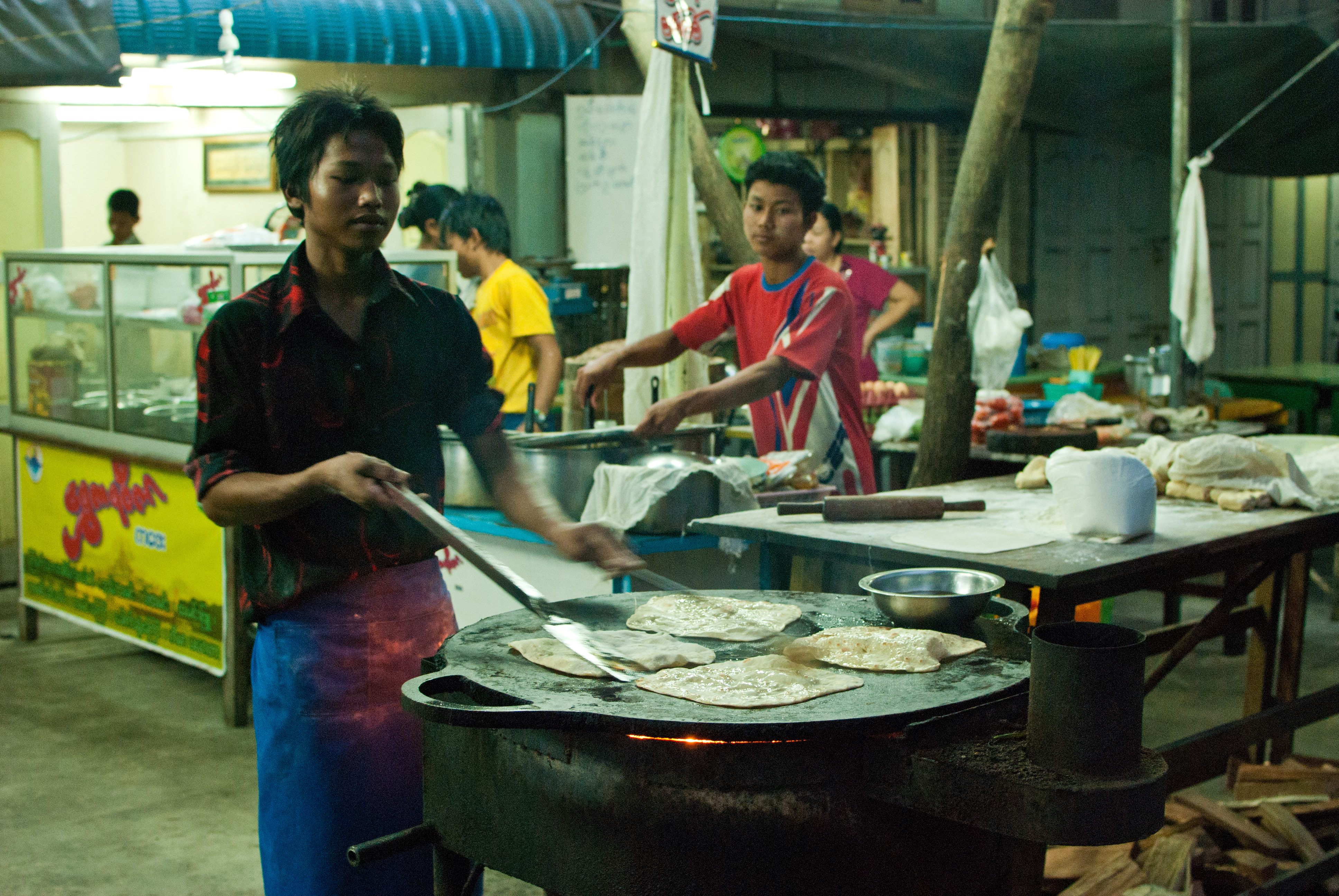
マンダレーのチャパティ屋台